# Lindhagen
För andra betydelser, se Lindhagen (olika betydelser).

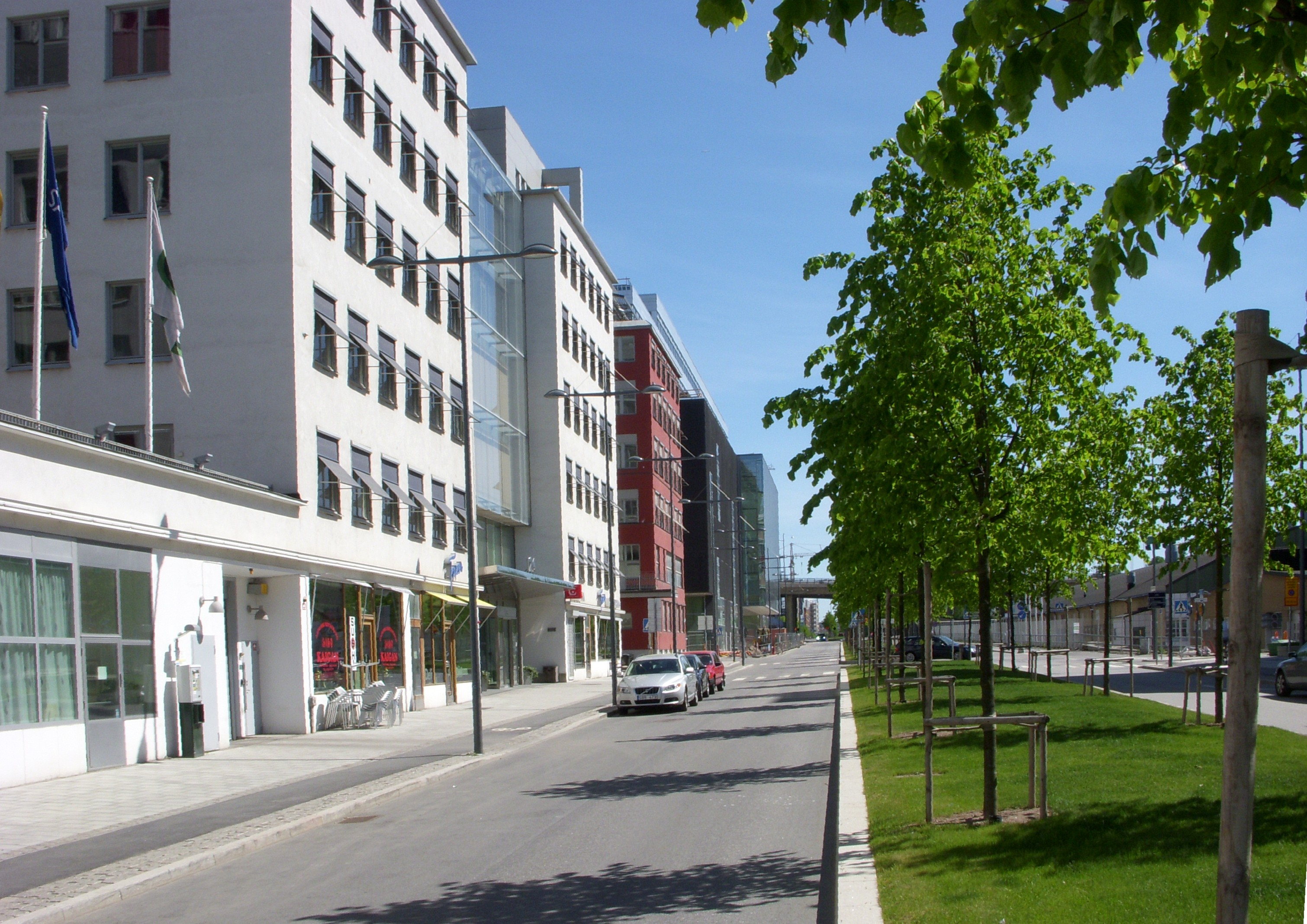
Tidigare bebyggelse har delvits bevarats. Industrilokaler har i vissa fall byggts om till kontor. Foto från maj 2009.

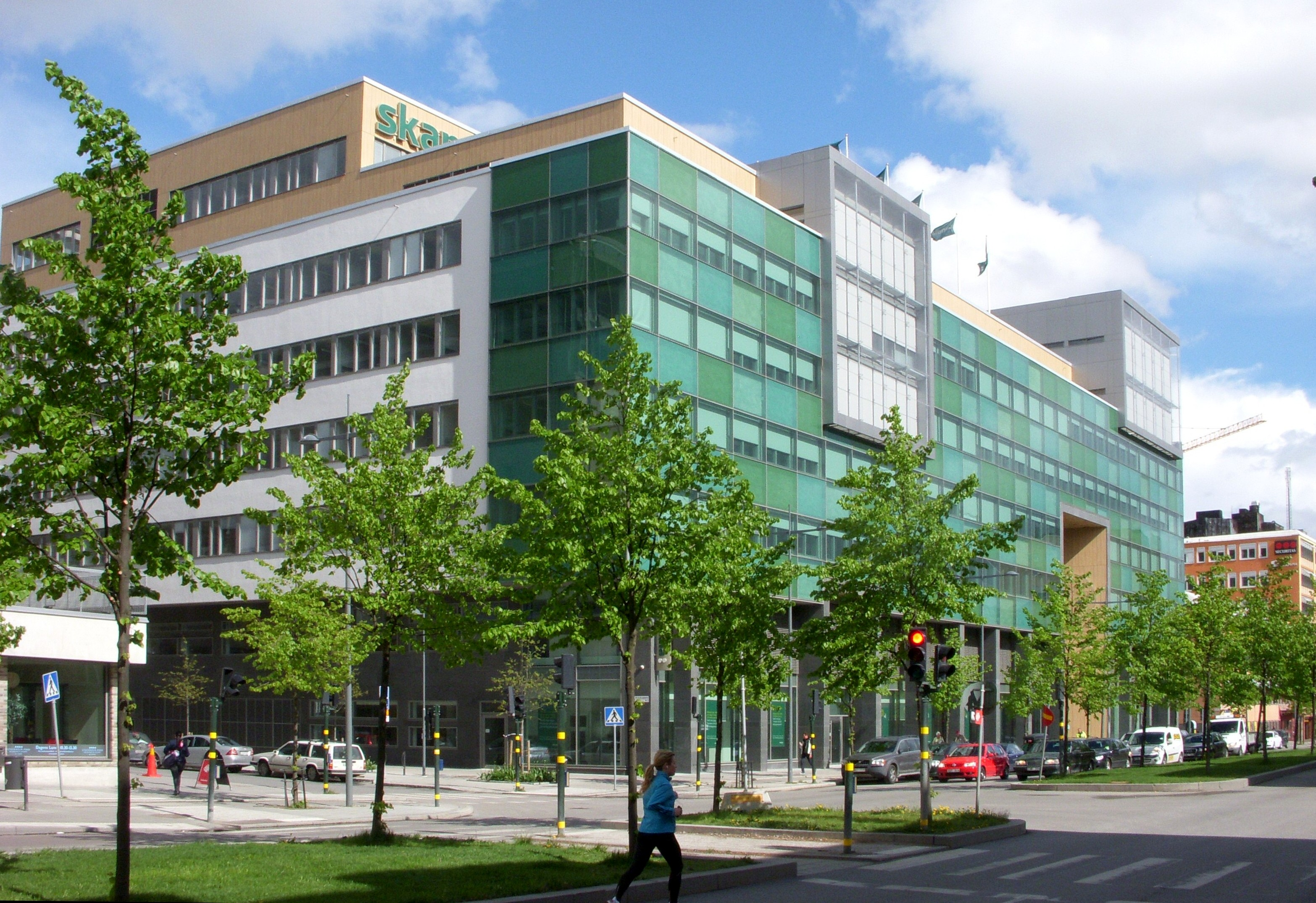
Gångaren 11, nytt kontorshus vid Lindhagensgatan för Skandia, maj 2011.

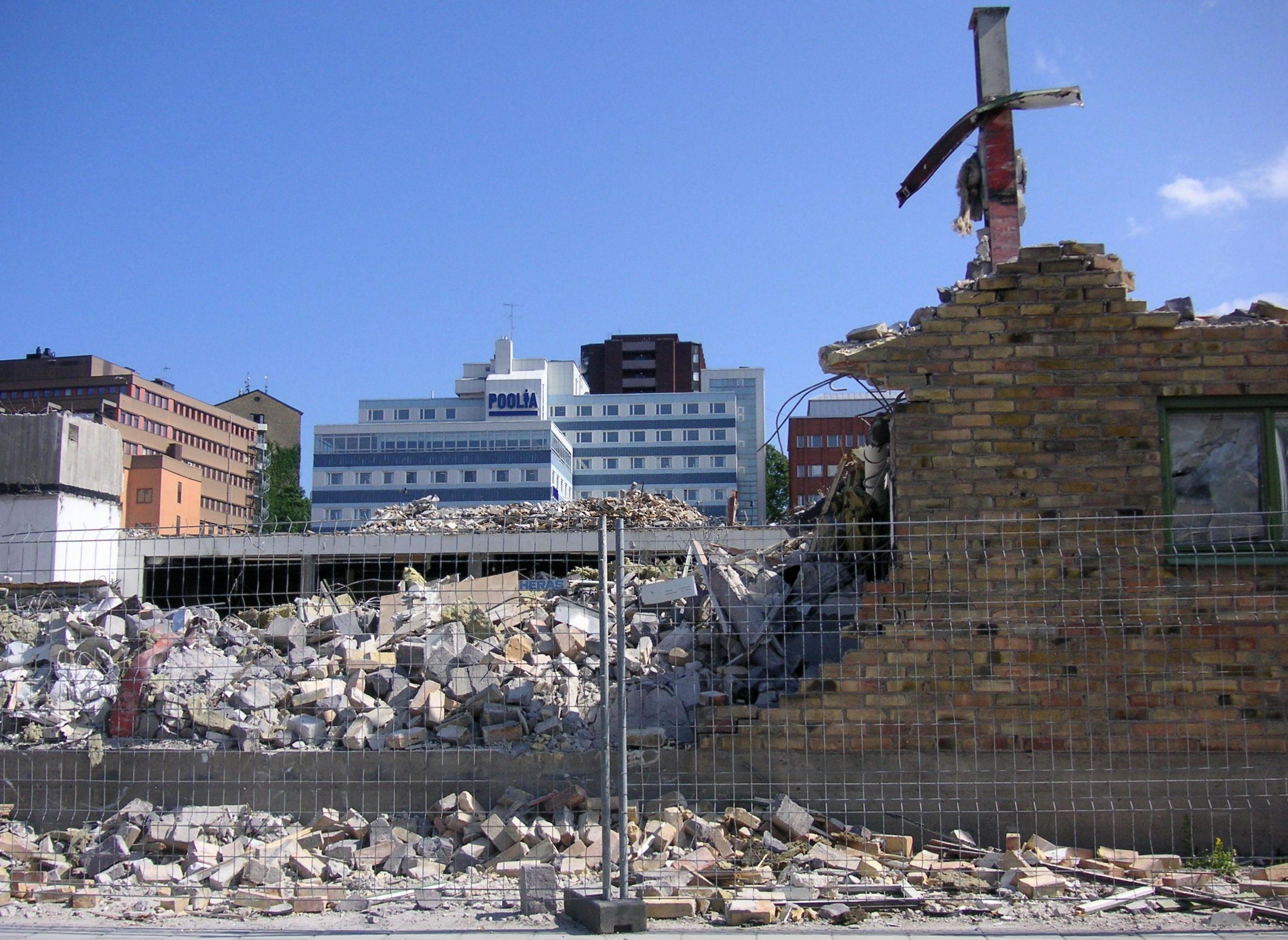
Rivning i samband med stadsutvecklingsprojektet "Lindhagen", juli 2008.

Lindhagen är en ofta använd beteckning på ett stadsutvecklingsprojekt i stadsdelarna Stadshagen och Kristineberg på nordvästra Kungsholmen i Stockholms innerstad.

## Namnet
Beteckningen Lindhagen är inte officiell. Namnet är ursprungligen ett förslag från kulturjournalisten Harald Norbelie och har använts av byggbolag i lanseringen av sina projekt och även gett namn åt gallerian Lindhagens Centrum som ligger mitt i området. Lindhagensgatan – uppkallad efter Albert Lindhagen, det sena 1800-talets store stadsplanerare i Stockholm – löper som en axel genom området vilket gett inspiration till namnet. Stockholms namnberedning avvisade dock förslaget vilket medför att Lindhagen inte kommer att markeras på officiella kartor. Motiveringen till avslaget är att de områden som berörs har existerande beteckningar som Hornsberg, Kristineberg och Stadshagen. På ett motsvarande sätt används det inofficiella men väletablerade begreppet Hammarby sjöstad om områden som officiellt heter Södra Hammarbyhamnen och Norra Hammarbyhamnen.
Som alternativ till Lindhagen används begreppet "Nordvästra Kungsholmen". Ett större bostadsprojekt lanseras även som "Västermalmsstrand". Staden använder namnet Västra Kungsholmen som får anses vedertaget.

## Geografiskt område
Området sträcker sig i stora drag från Drottningholmsvägen i söder till Ulvsundasjön i norr. Det innefattar Kristinebergs slottspark i sydväst och sträcker sig till Stadshagens gräns mot stadsdelen Kungsholmen i öster.

## Stadsutvecklingsprojekt
I projektet Västra Kungsholmen/Lindhagen ingår nyproduktion av en rad byggnader, både bostäder och kontor. År 2017 räknar man med att ca 20 000 personer kommer att bo här och att det finns ca 15 000 arbetsplatser i området. En del projekt är ännu[när?] på planeringsstadiet, andra har påbörjats eller är klara.
Området har tidigare dominerats av industriverksamhet och genomkorsas av Essingeleden. Bland annat fanns vid projektets början Hornsbergs asfaltverk och ett stort bussgarage, Hornsbergsdepån.
Inledningen var att ett Program för nordvästra Kungsholmen utarbetades och godkändes av stadsbyggnadsnämnden 2002. Initiativtagare och projektledare var arkitekt Charlotte Holst på Stockholms stadsbyggnadskontor, som i samarbete med stadsarkitekt Per Kallstenius och arkitekt Mikael Uppling tog fram planprogrammet. 
Lindhagensgatan är områdets ryggrad som 2005 fick nya alléträd. De första nya bostäderna färdigställdes 2006 i hörnet Sankt Göransgatan och Mariebergsgatan i kvarteret Gångaren, där en yta som tidigare varit parkeringsplats för Sankt Görans sjukhus bebyggdes med 200 lägenheter. I norra delen av området finns Hornsbergs strand, där en rad bostadskvarter har byggts. 
Bland kvarteren som ingår i projektet finns Brovakten, Lusten, Lustgården 14, Gångaren, Paradiset och Snöflingan. Snöflingan innebar en övertäckning av Drottningholmsvägen och tunnelbanan strax öster om Lindhagensplan.